# Bréban
Bréban je francouzská obec v departementu Marne v regionu Grand Est. Žije zde 84 obyvatel.

## Geografie
Obec leží u hranic departementu Marne s departementem Aube.

### Sousední obce
| Růžice kompasu |                  |  | Saint-Ouen-Domprot | Růžice kompasu |
| Růžice kompasu | Sever            |  |                    | Růžice kompasu |
| Růžice kompasu | Bréban           |  |                    | Růžice kompasu |
| Růžice kompasu | Jih              |  |                    | Růžice kompasu |
| Růžice kompasu | Dampierre (Aube) |  | Corbeil            | Růžice kompasu |